# First North
First North er en alternativ aktiebørs ejet af NASDAQ OMX. På First North er mindre nordiske selskaber noteret og de er underlagt mere lempelige og mindre byrdefulde regler end på NASDAQ OMX Copenhagen.

## Tidligere noterede selskaber

### fra Danmark
- Travelmarket[1]